# Туђин (Осечина)
Туђин је насеље у Србији у општини Осечина у Колубарском округу. Према попису из 2022. било је 93 становника.

## Демографија
У насељу Туђин живи 208 пунолетних становника, а просечна старост становништва износи 53,1 година (50,4 код мушкараца и 55,8 код жена). У насељу има 91 домаћинство, а просечан број чланова по домаћинству је 2,48.
Ово насеље је великим делом насељено Србима (према попису из 2002. године), а у последња три пописа, примећен је пад у броју становника.
|  |

| Демографија | Демографија | Демографија |
| Година      | Становника  | Становника  |
| ----------- | ----------- | ----------- |
| 1948.       | 608         |             |
| 1953.       | 553         |             |
| 1961.       | 537         |             |
| 1971.       | 461         |             |
| 1981.       | 389         |             |
| 1991.       | 290         | 290         |
| 2002.       | 226         | 232         |

| Етнички састав према попису из 2002.‍ | Етнички састав према попису из 2002.‍ | Етнички састав према попису из 2002.‍ | Етнички састав према попису из 2002.‍ | Етнички састав према попису из 2002.‍ |
| ------------------------------------ | ------------------------------------ | ------------------------------------ | ------------------------------------ | ------------------------------------ |
|                                      |                                      |                                      |                                      |                                      |
| Срби                                 | Срби                                 |                                      | 225                                  | 99,55%                               |
| Словенци                             | Словенци                             |                                      | 1                                    | 0,44%                                |
| непознато                            | непознато                            |                                      | 0                                    | 0,0%                                 |

| Година пописа     | 1948. | 1953. | 1961. | 1971. | 1981. | 1991. | 2002. |
| ----------------- | ----- | ----- | ----- | ----- | ----- | ----- | ----- |
| Број домаћинстава | 89    | 87    | 98    | 104   | 100   | 101   | 91    |

| Број чланова      | 1  | 2  | 3  | 4  | 5 | 6 | 7 | 8 | 9 | 10 и више | Просек |
| ----------------- | -- | -- | -- | -- | - | - | - | - | - | --------- | ------ |
| Број домаћинстава | 28 | 30 | 12 | 10 | 7 | 1 | 3 | 0 | 0 | 0         | 2,48   |

| Пол    | Укупно | Неожењен/Неудата | Ожењен/Удата | Удовац/Удовица | Разведен/Разведена | Непознато |
| ------ | ------ | ---------------- | ------------ | -------------- | ------------------ | --------- |
| Мушки  | 104    | 21               | 68           | 11             | 4                  | 0         |
| Женски | 108    | 8                | 67           | 30             | 3                  | 0         |
| УКУПНО | 212    | 29               | 135          | 41             | 7                  | 0         |

| Пол    | Укупно                    | Пољопривреда, лов и шумарство | Рибарство                            | Вађење руде и камена | Прерађивачка индустрија       |
| ------ | ------------------------- | ----------------------------- | ------------------------------------ | -------------------- | ----------------------------- |
| Мушки  | 87                        | 79                            | 0                                    | 0                    | 6                             |
| Женски | 95                        | 89                            | 0                                    | 1                    | 0                             |
| УКУПНО | 182                       | 168                           | 0                                    | 1                    | 6                             |
| Пол    | Производња и снабдевање   | Грађевинарство                | Трговина                             | Хотели и ресторани   | Саобраћај, складиштење и везе |
| Мушки  | 0                         | 0                             | 0                                    | 0                    | 0                             |
| Женски | 0                         | 0                             | 5                                    | 0                    | 0                             |
| УКУПНО | 0                         | 0                             | 5                                    | 0                    | 0                             |
| Пол    | Финансијско посредовање   | Некретнине                    | Државна управа и одбрана             | Образовање           | Здравствени и социјални рад   |
| Мушки  | 1                         | 0                             | 0                                    | 0                    | 1                             |
| Женски | 0                         | 0                             | 0                                    | 0                    | 0                             |
| УКУПНО | 1                         | 0                             | 0                                    | 0                    | 1                             |
| Пол    | Остале услужне активности | Приватна домаћинства          | Екстериторијалне организације и тела | Непознато            | Непознато                     |
| Мушки  | 0                         | 0                             | 0                                    | 0                    | 0                             |
| Женски | 0                         | 0                             | 0                                    | 0                    | 0                             |
| УКУПНО | 0                         | 0                             | 0                                    | 0                    | 0                             |

## Галерија
- Туђин - панорама
- Туђин - панорама
- Туђин - панорама
- Туђин - панорама
- Туђин - панорама
- Туђин - панорама